# KF Flamurtari Priština
KF Flamurtari kosovski je nogometni klub iz Prištine. U sezoni 2023./24. ostvario je 8. mjesto u skupini B Lige e Parë, drugog ranga kosovskog nogometnog sustava.
Dok se natjecao u jugoslavenskim nogometnim ligama bio je poznat kao FK Fljamurtari.

## Povijest
Klub su 1968. godine osnovali četiri prijatelja, braća Rizah i Ismet Ismaili, te braća Ibrahim i Fehmi Prapashtica.
Ime kluba osmislio je Agim Sedllari.
Flamurtari je bio finalist Kupa Kosova u sezoni 2006./07., izgubivši 3:0 na jedanaesterce od Lirije u finalu održanom u Prištini.
Dvaput je osvojio kup između 1992. i 1999. godine, kada je Kosovo bio dio Savezne Republike Jugoslavije.

## Uspjesi
- Kosovski nogometni kup (2): 1992./93., 1995./96.

## Vanjske poveznice
- Službena web-stranica